# Samuel Morse
Pour les articles homonymes, voir Morse.
Samuel Morse, né le 27 avril 1791 à Charlestown (Massachusetts) et mort le 2 avril 1872 à New York (État de New York), est un artiste et scientifique américain, connu pour avoir développé un télégraphe électrique et un alphabet qui portent tous deux son nom.
Après avoir reçu la médaille d'or de sculpture de la Société des arts Adelphi, Samuel Morse devient un peintre itinérant et fonde, en 1825, la Société des Beaux-Arts de New York.
Créé en 1837, le télégraphe de Morse est l'un des tout premiers télégraphes électriques. Il a conçu le Code Morse pour améliorer leur efficacité, l'information étant transmise sur des distances de plus en plus longues.

## Biographie

### Jeunesse et formation artistique
Samuel Morse naît le 27 avril 1791 à Charlestown près de Boston dans le Massachusetts et est le fils du géographe Jedidiah Morse. En 1811, après des études à l'université Yale où il obtient son diplôme cette même année, il travaille chez un éditeur à Boston tout en se consacrant à la peinture. Il entreprend la même année un voyage à Londres pour y suivre des études artistiques auprès de Washington Allston. Il obtient deux ans plus tard la médaille d'or de sculpture de la Société des arts Adelphi.
De retour aux États-Unis en 1815, il peint des toiles historiques et des portraits avec un certain talent. En 1826, il fonde à New York la Société des Beaux-Arts (National Academy of Design) et devient son premier président pendant 19 ans. Il voyage en Europe en 1829 pour trois ans en France et en Italie pour y étudier les beaux-arts.

### Télégraphe de Morse
C'est sur le Sully, navire qui le ramène aux États-Unis en 1832, qu'il conçoit l'idée d'un télégraphe électrique après une conversation sur l'utilisation de l'électro-aimant et les travaux d'Ampère avec le géologue Charles Thomas Jackson.

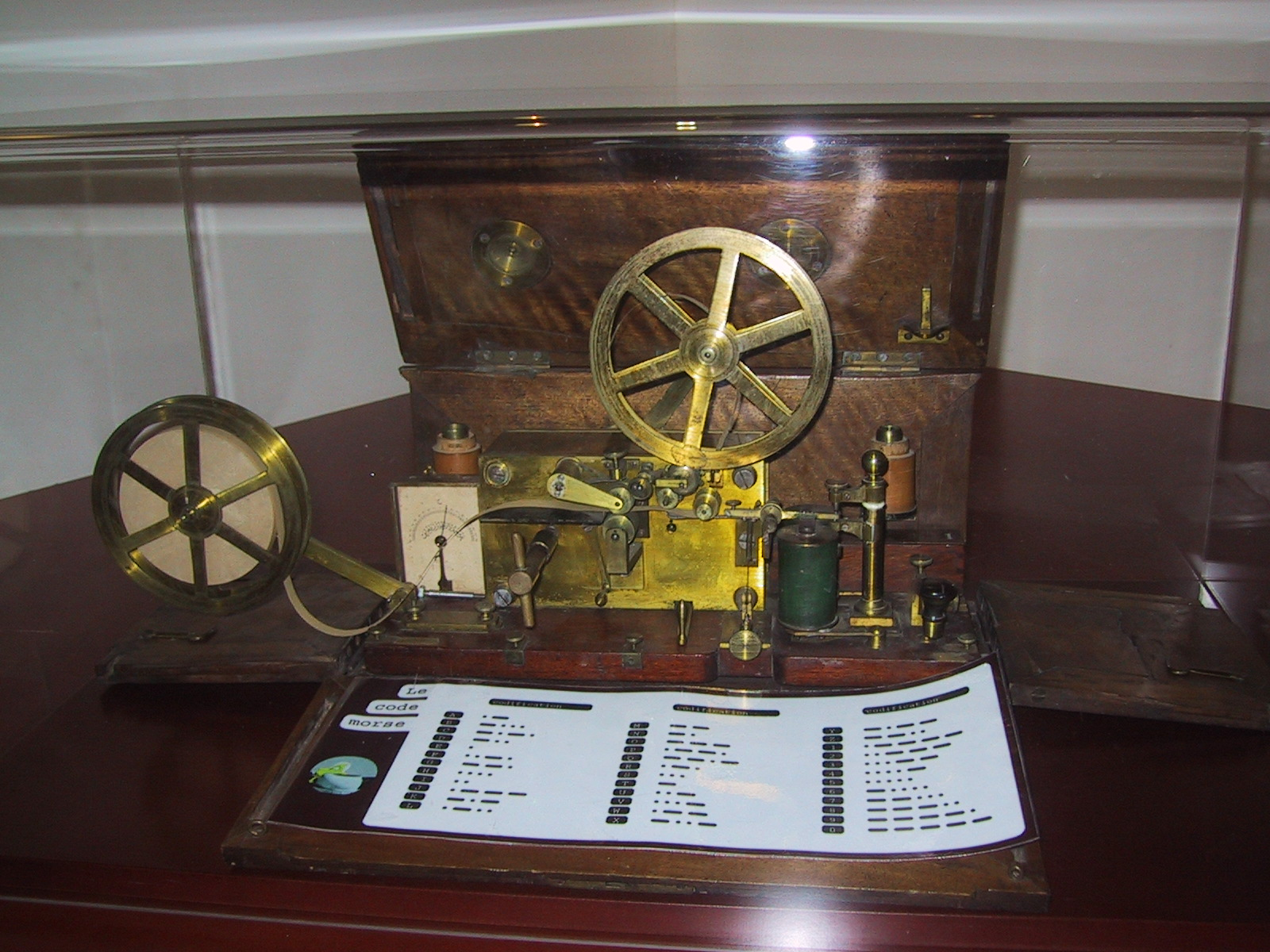
Télégraphe de Morse (1837).

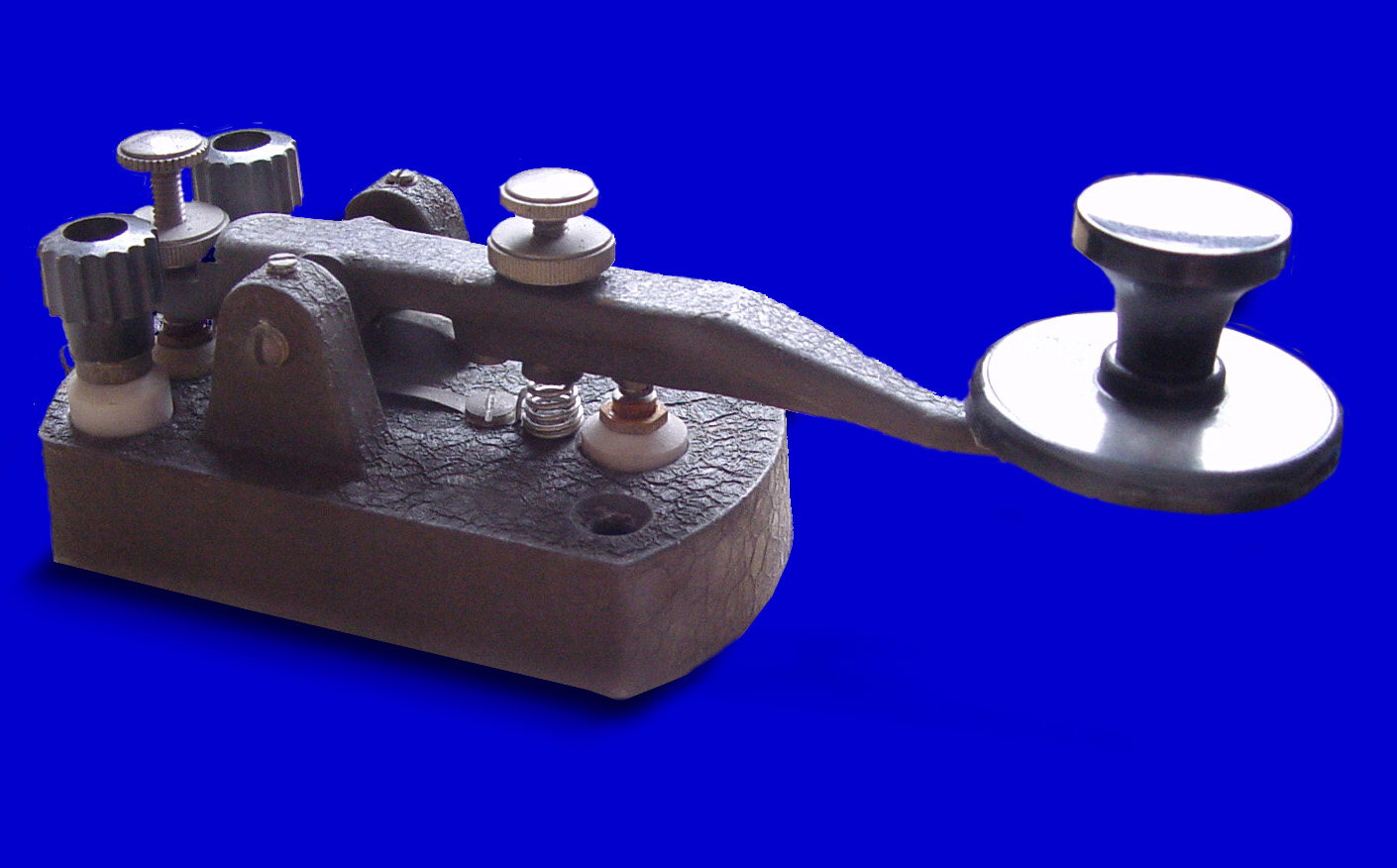
Manipulateur morse.

La première maquette du télégraphe est probablement réalisée en 1835, mais il passe encore la majeure partie de son temps à enseigner la peinture et la sculpture à l'université de New York. Il se concentre sur le télégraphe à partir de 1837 et s'associe avec deux partenaires, Leonard Gale (en), un professeur de science à l'université de New York, et Alfred Lewis Vail, plutôt porté sur la réalisation pratique et qui proposa d'utiliser l'atelier de ferronnerie de ses parents pour la réalisation d'un prototype. En fait c'est Vail qui trouve la solution du code composé de points et de barres en 1838[réf. nécessaire]. À l'origine, Morse avait imaginé des codes composés uniquement de chiffres et un dictionnaire pour interpréter les messages reçus. Vail avait pressenti que les messages devaient être verbaux, et donc composés de lettres et de signes. C’est en visitant une imprimerie typographique que Vail comprit que certaines lettres étaient plus utilisées que d'autres et que le code devait privilégier les lettres les plus fréquentes,.
En 1838, il tente sans succès d'intéresser le Congrès américain à son invention et se tourne vers l'Europe, où il échoue également. Le membre du congrès F. O. J. Smith s'intéresse au projet et devient un partenaire. Samuel Morse dépose un brevet pour son télégraphe en 1840. En 1842, une ligne télégraphique sous-marine reliant l'île de Manhattan à Brooklyn et au Nouveau-Jersey est construite en association avec Samuel Colt.
En 1843, après des démarches opiniâtres, il réussit à obtenir du Congrès une aide de 30 000 $ pour établir une ligne télégraphique entre Baltimore et Washington. Le 24 mai 1844, le premier message est transmis de la Cour suprême du Capitole vers le dépôt de chemin de fer de Baltimore et contient « What hath God wrought ». À partir de 1846, le télégraphe de Morse est développé par des sociétés privées[réf. souhaitée]. En 1854, après plusieurs procès contre ses anciens partenaires et des rivaux, la Cour suprême américaine tranche en sa faveur et valide ses brevets.
Samuel Morse n'invente pas de lui-même le télégraphe : cinquante ans auparavant (1793), le télégraphe optique de Chappe permettait la transmission de dépêches à des centaines de lieues. Il n'invente pas non plus le télégraphe électrique : Sömmerring, Steinheil, Gauss et Weber en Allemagne (le télégraphe de Gauss et Weber), Ampère en France, Schilling à Saint-Pétersbourg (le télégraphe de Schilling), William Ritchie (en) et Alexander en Écosse, Cooke et Wheatstone en Angleterre (le télégraphe de Cooke et Wheatstone),, sont inventeurs de solutions pour transmettre des messages à l'aide de l'électricité, alors en fonctionnement. 
Le mérite de Morse est de concevoir une machine simple, pratique, efficace, bon marché, robuste et surtout de réussir à convaincre ses contemporains de réaliser une expérience suffisamment spectaculaire pour frapper les imaginations : une liaison entre Washington et Baltimore de 40 miles (soit 60 km) est inaugurée le 24 mai 1844. 
Le code Morse est initialement différent de celui qui est utilisé de nos jours. L'Allemand Friedrich Gerke le simplifie et sa version est adoptée à quelques adaptations près par l'Union internationale des télécommunications (UIT) en 1865. Malgré l'adoption de ce standard international, deux codes restent en usage : le code américain (code originel qui continue d'être utilisé aux États-Unis) et le code international (aussi appelé continental car utilisé principalement en Europe).
Si la machine est détrônée par la suite par les télégraphes automatiques et les téléscripteurs, le code est toujours d'actualité chez les militaires (quoique les transmissions numériques aient tendance à le supplanter) et les radioamateurs qui profitent de sa très grande résistance aux bruits parasites dans leur trafic radio en télégraphie. Cette résistance aux bruits parasites est due à la faible bande passante des signaux morse, et donc au meilleur rapport signal sur bruit qui permet de passer des messages dans les pires conditions.
Morse pense quelque temps faire transiter « par le même fil, au même moment » plusieurs communications télégraphiques distinctes, chaque couple émetteur et récepteur utilisant des vibreurs d’une fréquence propre et des filtres permettant de les séparer à l’arrivée. Il s'agit peut-être de la première idée de multiplexage fréquentiel. Il ne donne en fin de compte pas de suite à cette idée.

### Autres activités et dernières années
En 1842, Morse achète un dispositif daguerréotype de marque Giroux auprès de François Fauvel-Gouraud et se lance dans la photographie.
Morse est issu d'un milieu calviniste et écrit un tract en 1835, intitulé Foreign Conspiracy Against the Liberties of the United States sur un prétendu complot papal pour catholiciser les États-Unis.
Samuel Morse meurt à New York en 2 avril 1872.

## Galerie

Œuvres artistiques de Samuel Morse.
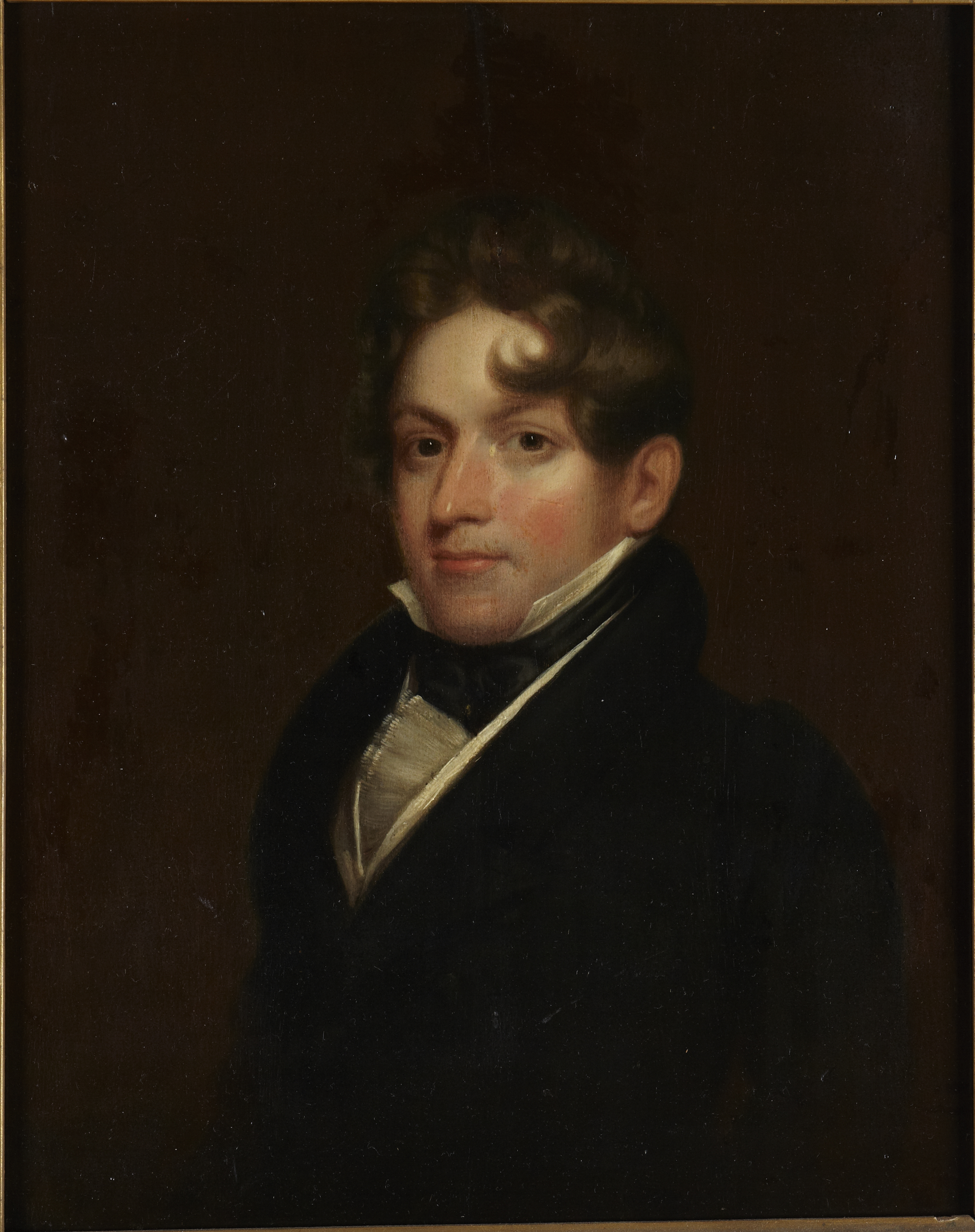
Captain Demaresque of Gloucester, Massachusetts, musée d'Art de l'université de Princeton.
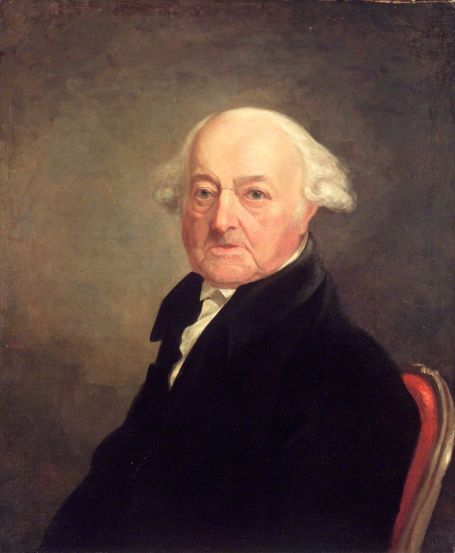
Portrait de John Adams.
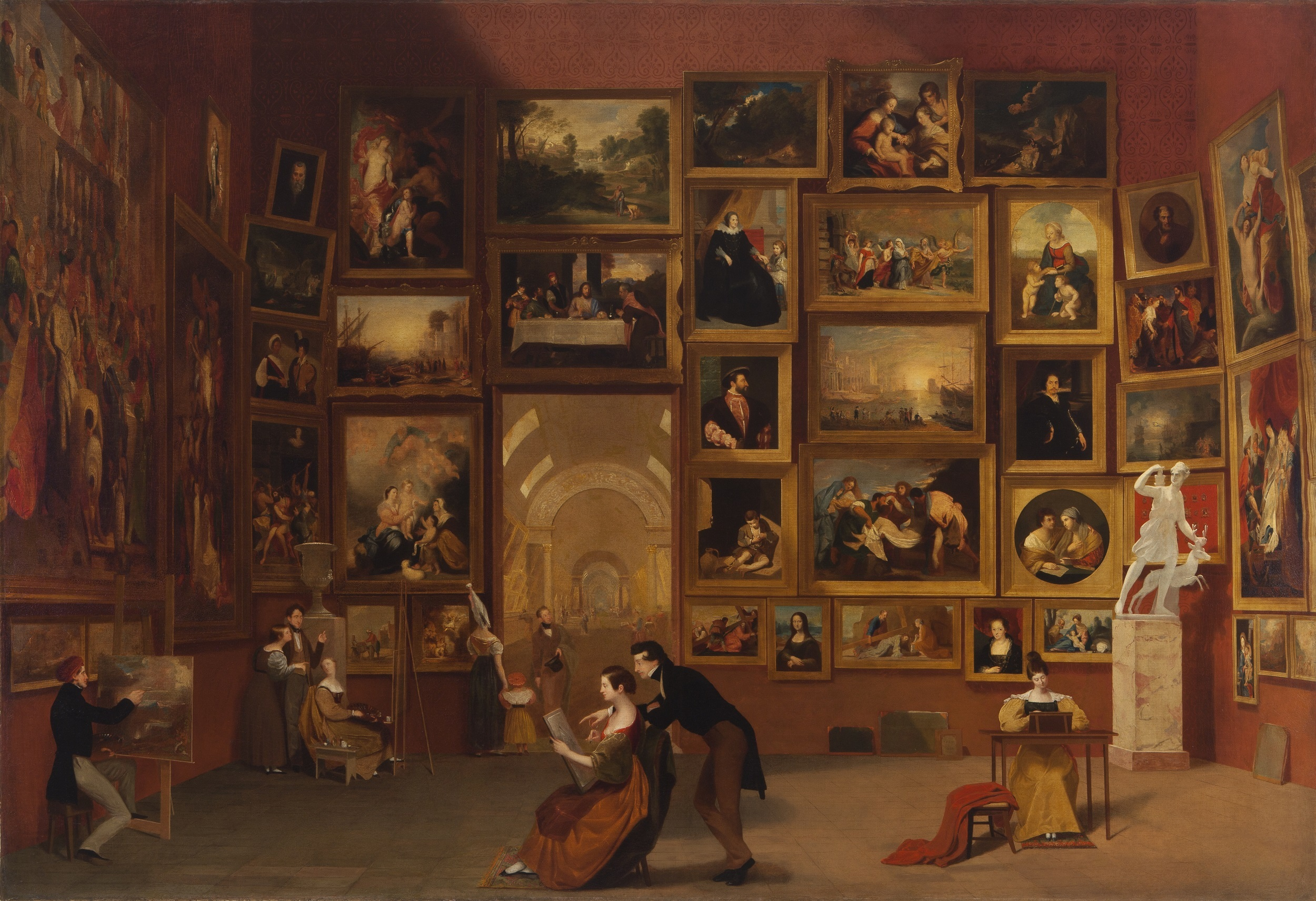
The Gallery of the Louvre (1831-33).
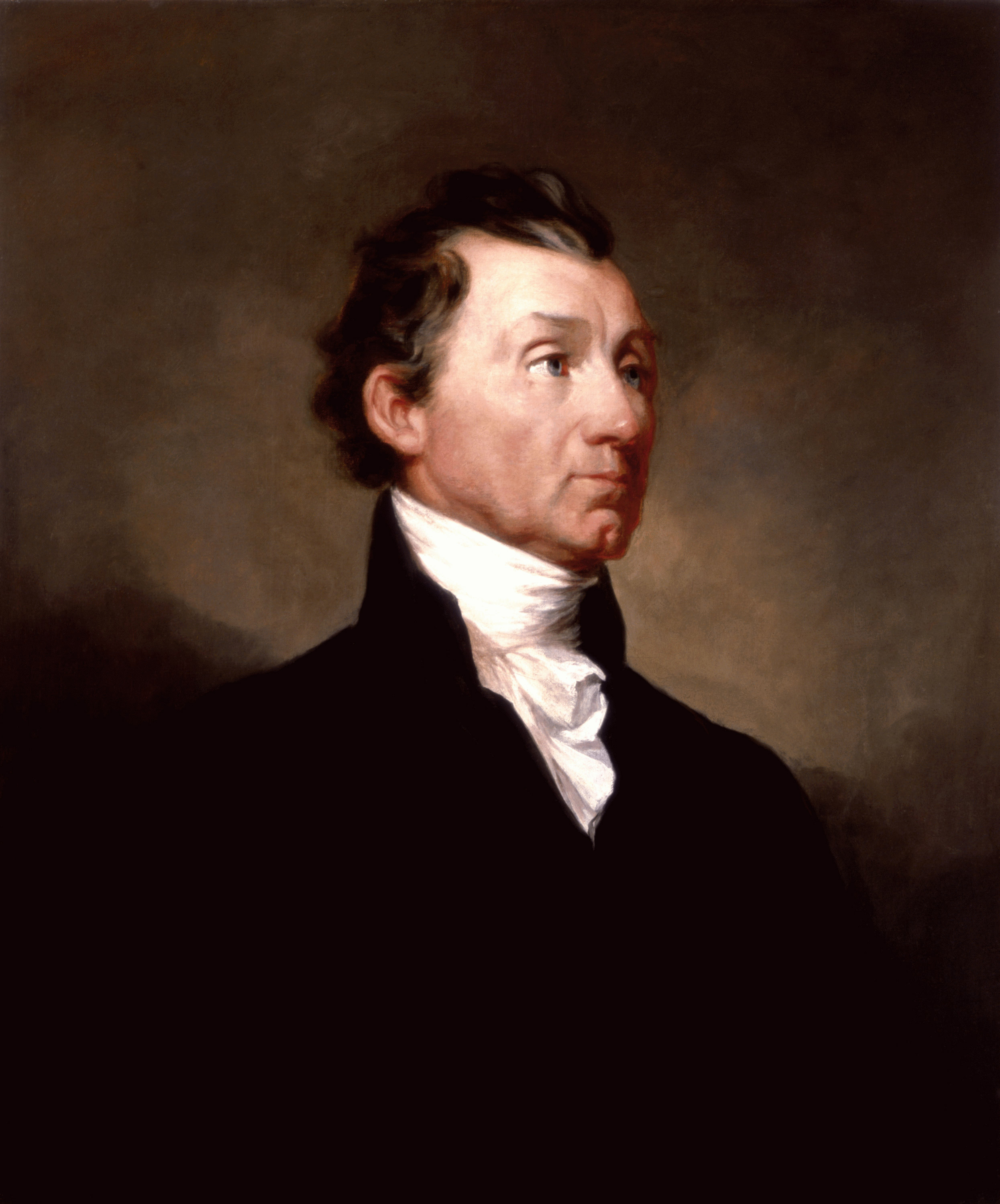
Portrait de James Monroe, 5e président des États-Unis (vers 1819).
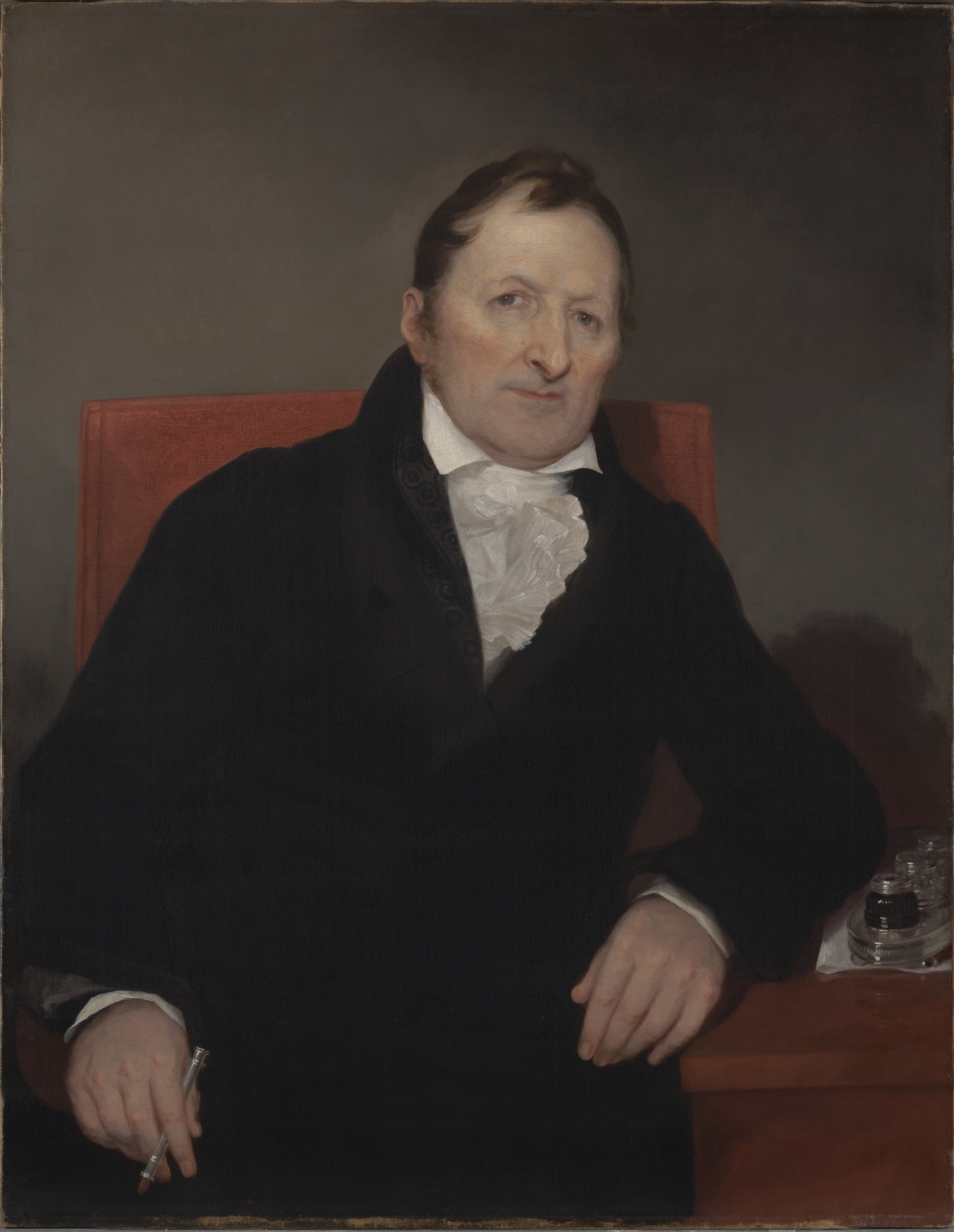
Eli Whitney, inventeur, Yale University Art Gallery (1822).
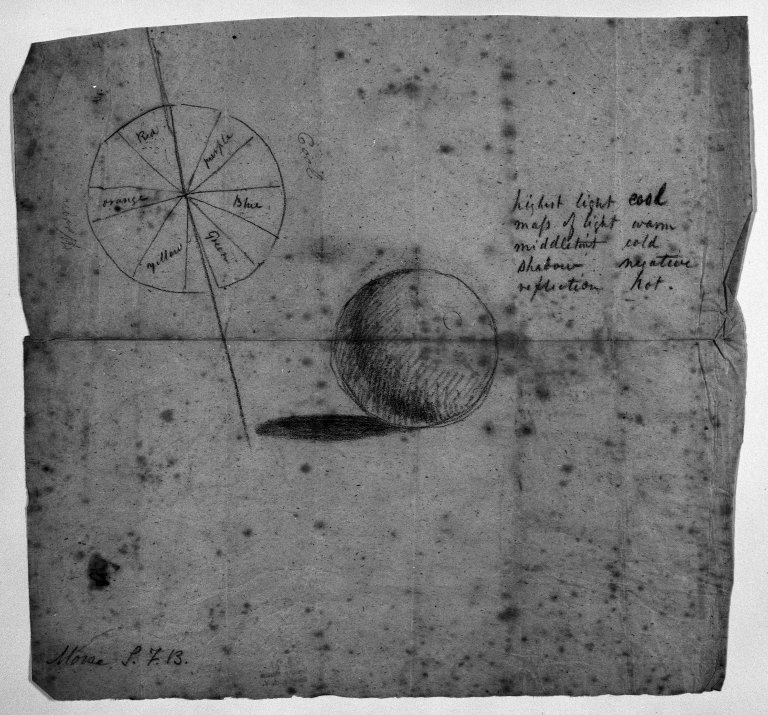
Chart of Colors, dessin pour illustrer sa palette de couleurs.